# 岡本宣綱
岡本 宣綱（おかもと のぶつな、天正11年（1583年） - 慶安2年（1649年））は、安土桃山時代から江戸時代初期にかけての武将。常陸国の戦国大名（のちに出羽国に移封され秋田藩藩主）佐竹氏の家臣。岡本顕逸の子。通称は蔵人。入道して如哲・如庵と号す。

## 経歴
祖父・岡本禅哲の時代から岡本氏は僧籍にあったため、宣綱も剃髪していたが、佐竹義宣の命を受けて還俗し、その側近として仕えた。義宣より「宣」の字を与えられて諱を宣綱とする。大坂の陣に従軍して功を挙げたという。寛永元年7月（1624年8月）、義宣の命により、義宣の養子で嫡男となった佐竹義直の傅役となったが、翌寛永2年2月（1625年3月）に辞任した。義直が仏像の彫刻や仏書に傾倒し、宣綱の諌言に従わなかったためといわれている。後に義直は廃嫡された。1631年、再び僧籍に戻った。